# Chesias spartiata
Chesias spartiata är en fjärilsart som beskrevs av Herbt. 1782. Chesias spartiata ingår i släktet Chesias och familjen mätare. Inga underarter finns listade i Catalogue of Life.